# 伊沃·伊万尼什
伊沃·伊万尼什（1976年2月14日—2003年8月16日），克罗地亚前男子水球运动员。他曾代表克罗地亚国家队参加2000年夏季奥林匹克运动会水球比赛，获得第7名。